# Sonderkommando
A Sonderkommandók (német, jelentése: „különleges egység”) a holokauszt idején az egyes koncentrációs táborokban javarészt zsidó foglyokból álló munkacsapatok voltak, amelyek tagjait kényszerítették a meggyilkoltak holttestének elégetésére.

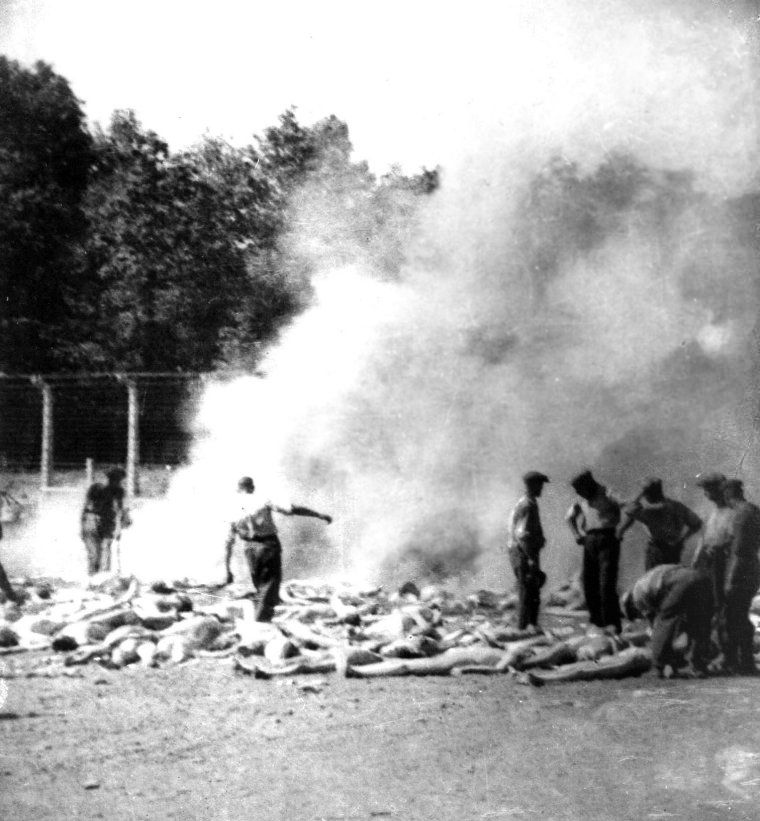
Az auschwitzi Sonderkommando tagjai hullákat égetnek

A kifejezés a náci eufemisztikus nyelv része volt, amellyel a „végső megoldás” egyes vonatkozásaira utaltak.

## Tevékenységük
A Sonderkommando tagjai nem vettek részt közvetlenül a gyilkolásban – ez a feladat az őröké volt –, elsődleges feladatuk a holttestek elégetése volt. A foglyok rá voltak kényszerítve ennek elvállalására, semmiféle lehetőségük nem volt visszautasítani a részvételt, vagy kikerülni a kommandóból – az öngyilkosságon kívül. Mivel a németeknek szükségük volt arra, hogy a Sonderkommando-tagok fizikailag épek maradjanak, viszonylag enyhe bánásmódban részesítették őket: saját barakkban aludhattak, amely valamivel élhetőbb körülményeket biztosított, mint a többi barakk, és megengedték nekik, hogy ingóságokkal rendelkezzenek: az elgázosítottaktól elvett étellel, gyógyszerekkel, cigarettával. Emellett nem voltak kitéve az őrök önkényének, nem gyilkolhatták meg őket ok nélkül. A rájuk kényszerített munka ugyanakkor pszichés kínzásnak minősül; időnként saját családtagjaik holttestét fedezték fel az elégetésre kapott holttestek között. Végeredményben a Sonderkommandók tagjai általában tovább éltek, mint a haláltáborok többi foglyai, ennek ellenére csak néhányuk élte túl a háborút. „Kivételezettnek” tűnő helyzetük azonban kitette őket a többi fogoly ellenszenvének, és a háború után is tovább traumatizálta a túlélő sondereseket, mivel kollaboránsnak hitték őket. 

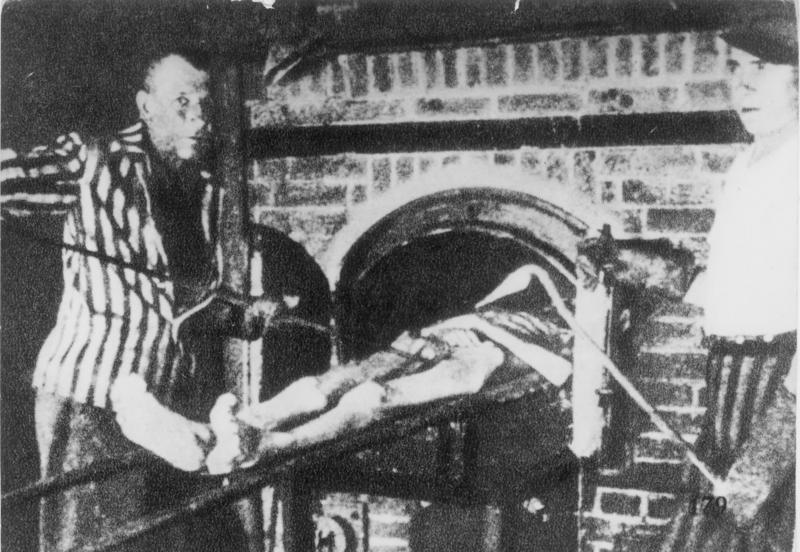
A Sonderkommando tagjai hullát égetnek a dachaui krematórium kemencéjében

Mivel bizalmas információkkal rendelkeztek a náci tömeggyilkosságokról, a Sonderkommando tagjait egyéb tábori foglyoktól izolálták, azokat kivéve, akik a gázkamrákban dolgoztak. Miután a németek nem szerették volna, ha a sonderkommandósok ismeretei eljutnának a táborokon kívülre is, rendszeresen (kb. 4 havonta) elgázosították és újakkal pótolták őket. Az újak első feladata az volt, hogy az előző Sonderkommando tagjainak hulláit elégessék. Így körülbelül 14 generációt éltek meg a táborok.
Henryk Mandelbaum, az auschwitz-birkenaui Sonderkommando egy tagja volt a 12. generáció lázadásakor. Elmondta, hogyan büntették meg az ő csoportját is, annak ellenére, hogy nem vettek részt a lázadásban: minden harmadik embert meggyilkoltak közülük.

## A Sonderkommandók lázadása
Auschwitzban egy sonderkommandós lázadás következtében az egyik krematóriumot félig lerombolták. Zsidó nők, például Ester Wajcblum, Als Gertner és Regina Safirsztain puskaport csempésztek hónapokon át a Weichsel Union Metallwerkéből, az auschwitzi komplexum egy lőszergyárából, a férfi és női ellenállási szervezkedés tagjainak, pl. Roza Robotának, egy fiatal zsidó nőnek, aki Birkenauban dolgozott. Az őrök állandó megfigyelése alatt kis mennyiségű puskaport vittek magukkal, ruhadarabokba vagy papírba csomagolva, majd pedig továbbadták. Amint Robota megkapta a puskaport, továbbadta a Sonderkommando lázadásra készülő tagjainak. A puskaport felhasználva, a szervezkedés vezetői a gázkamrákat és a krematóriumokat akarták elpusztítani és felkelést kirobbantani.
Amikor a tábori ellenállás tagjai figyelmeztették a sonderkommandósokat, hogy 1944. október 7-én megölik őket, a sonderesek támadást indítottak az SS-ek és kápók ellen, két gépfegyverrel, puskákkal, baltákkal, késekkel és gránátokkal. 12 SS megsérült, 3 meghalt. Az egyik meggyilkolt SS-t, illetve egy főkápót élve a krematórium kemencéjébe vetették. Néhány sonderesnek sikerült rövid időre megszöknie a táborból, ám hamarosan kivétel nélkül elfogták őket.Azokból, akik a felkelésben nem haltak meg, kétszáznak le kellett vetkőznie, majd hason kellett feküdniük, és főbe lőtték őket. Körülbelül félezer sonderest gyilkoltak meg ezen a napon.
Treblinkában szintén volt példa lázadásra: 1943. augusztus 2-án körülbelül 100 fogolynak sikerült kitörnie a táborból. Hasonló felkelés volt a sobibóri táborban 1943. október 14-én. Bár a sobibori III. tábor sonderkommandója nem vett részt az I. tábor felkelésében, mégis meggyilkolták őket a következő napon.
Sobibort és Treblinkát nem sokkal ezután felszámolták. Több ezer sonderesből kevesebb mint 20 élte meg a felszabadulást, és tudott tanúként fellépni a későbbiekben. Ezek között volt Henryk (Tauber) Fuchsbrunner, Filip Müller, Daniel Behnnamias, Dario Gabbai, Morris Venezia, Shlomo Venezia, Alter Fajnzylberg, Abram Dragon, David Olère, Henryk Mandelbaum és Martin Gray.

## Emlékezete
- A Sonderkommando háború utáni megítélése kezdetben negatív volt. Nyiszli Miklós Dr. Mengele boncolóorvosa voltam az auschwitzi krematóriumban című visszaemlékezése az egyik legkorábbi, velük foglalkozó mű. A 20. század végére jutott csak el a feldolgozás oda, hogy együttérzéssel tekint rájuk. 2015-ben Nemes Jeles László zseniális filmje, a Saul fia együttérzéssel mutatta be a Sonderkommando-tagok megpróbáltatásait.

## Fordítás
- Ez a szócikk részben vagy egészben  a   Sonderkommando című angol Wikipédia-szócikk fordításán alapul.  Az eredeti cikk szerkesztőit annak laptörténete sorolja fel. Ez a jelzés csupán a megfogalmazás eredetét és a szerzői jogokat jelzi, nem szolgál a cikkben szereplő információk forrásmegjelöléseként.